# Lili Žagar
Lili Žagar, slovenska televizijska voditeljica, * 2. november 1980, Novo mesto.
Žagarjeva je postala v medijskem svetu prepoznavna kot voditeljica informativne oddaje Svet na Kanalu A. Kasneje je bila tudi voditeljica resničnostnih šovov Kmetija 2 in Gostilna išče šefa. 
Leta 2015 je Lili Žagar v tandemu z Markom Potrčem vodila 5. sezono šova Moj dragi zmore na Planet TV.